# Partito dei Comunisti Italiani
Der Partito dei Comunisti Italiani (deutsch: Partei der italienischen Kommunisten, kurz PdCI) war eine italienische linksgerichtete Partei mit kommunistischer Ausrichtung. Nach der Partito della Rifondazione Comunista, aus der sie sich abspaltete, war sie die zweite kommunistische Partei in Italien. Sie wurde Ende 1998 von Armando Cossutta gegründet. Am 23. Dezember 2014 beschloss das Zentralkomitee die Umbenennung in Partito Comunista d'Italia (deutsch: Kommunistische Partei Italiens, kurz PCdI). 2016 löste sich die Partei zugunsten der Wiedergründung der Partito Comunista Italiano auf.
In der Partei der Europäischen Linken besaß die PdCI Beobachterstatus.

## Geschichte

### Vorgeschichte
In der bis 1991 bestehenden Kommunistischen Partei Italiens (PCI) stand Armando Cossutta, der enge Kontakte zur Führung der KPdSU unterhielt, an der Spitze des „moskautreuen“ Flügels. Gegen den eurokommunistischen Kurs des damaligen PCI-Generalsekretärs Enrico Berlinguer opponierte Cossutta ab Mitte der 1970er Jahre vor allem, weil er dessen wachsende Kritik an der Sowjetunion für falsch und schädlich hielt. 1990/91 widersetzte sich Cossuttas Strömung der von der Parteimehrheit betriebenen Umwandlung der PCI in die neue sozialdemokratische Partei Partito Democratico della Sinistra (PDS) und gründete schließlich gemeinsam mit anderen Linken die Partito della Rifondazione Comunista (PRC) unter dem Vorsitz von Cossutta.

### Entstehung
1997/98 geriet Cossutta jedoch in Konflikt mit dem als nationaler Sekretär neben ihm an der Spitze der PRC stehenden Fausto Bertinotti, der eine Fortsetzung der parlamentarischen Tolerierung der Mitte-links-Regierung unter Romano Prodi wegen deren als neoliberal empfundener Tendenz für untragbar befand, während Cossutta das Bündnis der L’Ulivo-Koalition dennoch für das kleinere Übel hielt, das weiter gestützt werden müsste. Dabei fand Cossutta die Unterstützung der meisten PRC-Parlamentarier, konnte an der Basis und im Apparat aber nur einen Teil der Anhängerschaft auf seine Seite bringen. Nach seiner Abstimmungsniederlage im Nationalen Politischen Komitee der PRC im November 1998 verließ er die Partei und gründete die PdCI, der sich schätzungsweise gut 20.000 PRC-Mitglieder (etwa ein Fünftel) anschlossen.

### Regierungsbeteiligung und Opposition
Die PdCI trat nach ihrer Gründung mit ihren Abgeordneten direkt der L'Ulivo-Regierung bei und blieb bis 2001 Teil des Regierungsbündnisses. Danach stand das Bündnis in Opposition zur Regierung von Silvio Berlusconi.
2005 beteiligte sich das Bündnis erstmals in erweiterter Form (unter Einbeziehung der PRC) als L’Unione erfolgreich an den Regionalwahlen in 13 italienischen Regionen und trat 2006 mit dem Spitzenkandidaten Romano Prodi auch bei den Parlamentswahlen an und gewann diese.

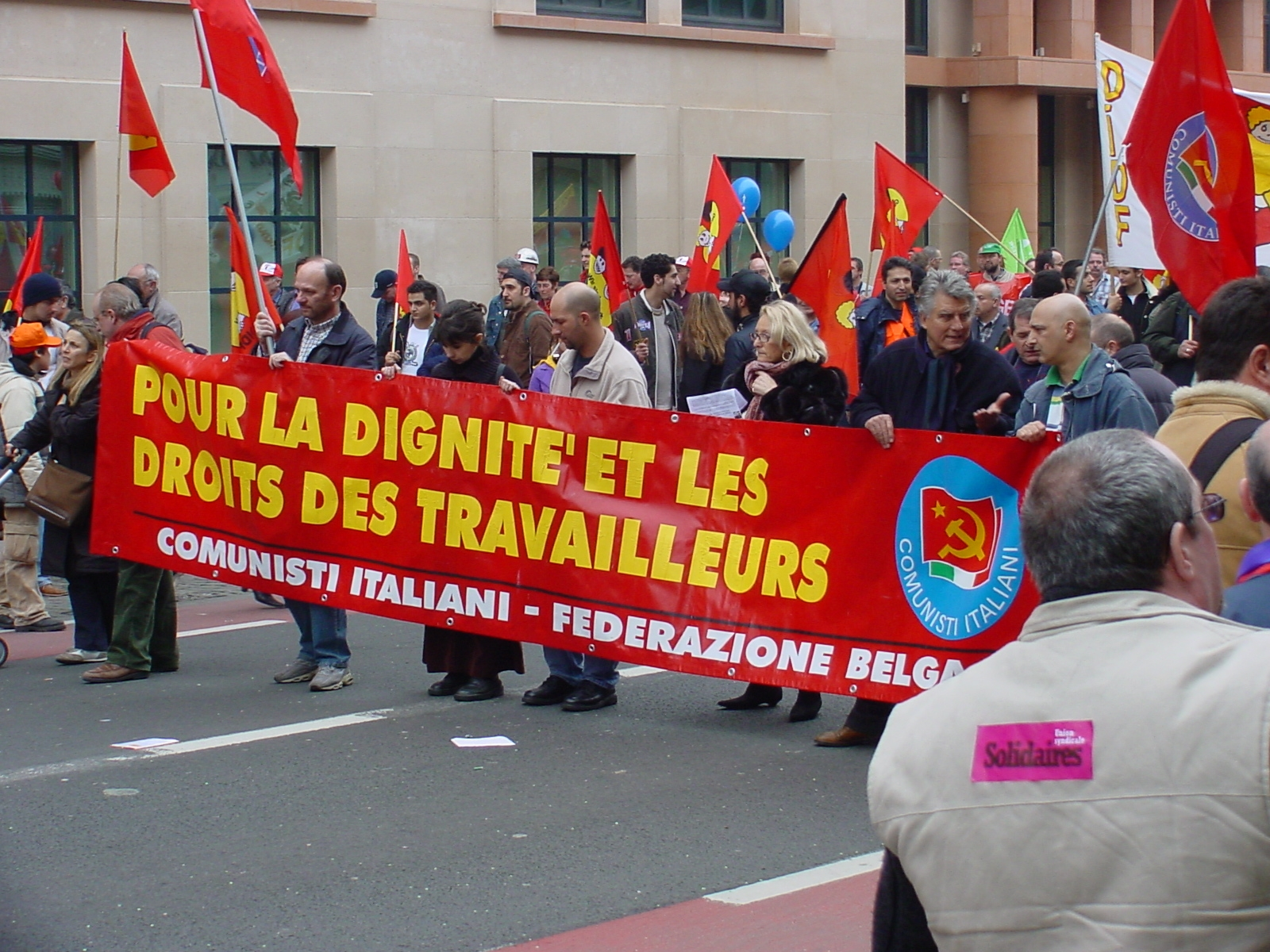
Die PdCI bei der europaweiten Protestkundgebung gegen die EU-Dienstleistungsrichtlinie in Brüssel 2005

Seit der Fusion der ehemaligen Democratici di Sinistra (Linksdemokraten) mit La Margherita - Democrazia è Libertà (den Christdemokraten des Mitte-links-Bündnisses L’Unione) sowie einigen Kleinparteien der politischen Mitte zum Partito Democratico (PD) im Oktober 2007 ergab sich für die Gruppierungen am linken Rand des italienischen Parteienspektrums die Notwendigkeit einer Neuorganisation. So wurden auf einem ersten nationalen Kongress in Rom am 8. und 9. Dezember 2007 erste Übereinkünfte zwischen den vier Parteien (PRC, SD, PdCI und Verdi) getroffen und ein Plan zur weiteren Zusammenarbeit unter dem Bündnisnamen La Sinistra – L’Arcobaleno (deutsch: Die Linke – Der Regenbogen) erstellt.
Mit dem Rücktritt von Romano Prodi als Ministerpräsident und der Auflösung des Parlaments am 6. Februar 2008 löste sich L'Unione faktisch auf und bei den vorgezogenen Parlamentswahlen am 13. und 14. April 2008 traten die Mitte-links-Parteien nicht mehr gemeinsam an, die neue Partito Democratico trat unter dem Spitzenkandidaten Walter Veltroni ohne Bündnispartner an. Das Bündnis La Sinistra - L’Arcobaleno erhielt bei diesen Wahlen nur 3,1 % der Stimmen für das Abgeordnetenhaus und 3,2 % für den Senat und verfehlte wegen der Sperrklauseln (4 bzw. 8 %) den Einzug in beide Kammern. Bei den Europawahlen 2009 trat die PdCI gemeinsam mit PRC und Socialismo 2000 als Lista Anticapitalista an. Auch diese verfehlte die 4 %-Hürde.
Auf einer Konferenz zu Organisationsfragen Ende September 2014 beschloss die Partei, zukünftig den Namen Partito Comunista d'Italia zu führen. Die offizielle Umbenennung erfolgte im Dezember desselben Jahres.

### Auflösung
Am 27. Mai 2016 fand in Rom die konstituierende Versammlung zur Wiedergründung der Kommunistischen Partei Italiens (PCI) statt. Vorangegangene Probleme aufgrund der rechtlichen Verwendung des alten Namens PCI, der nach wie vor mit der größten "Nachfolgepartei" der alten PCI verbunden war, der Partito Democratico, fanden damit ein Ende. Unter den Anwesenden waren nicht nur Mitglieder der bisherigen PdCI, sondern auch Mitglieder der Partito della Rifondazione Comunista (PRC), der Rete dei Comunisti, der Sinistra Roma von Stefano Fassina und Vertreter von L’Altra Europa con Tsipras, die zunächst ihre Grußworte entsandten und in eigenen Parteitagen über einen Übertritt in die neugegründete PCI noch berieten.

## Politisches Profil
Die PdCI verstand sich als „wahre“ Erbin der Tradition der PCI von Antonio Gramsci, Palmiro Togliatti und Enrico Berlinguer – obwohl Cossutta in den 1970er Jahren in Konflikt mit Letzterem stand, räumte er später ein, dass Berlinguer Recht hatte. Sie hielt am Sozialismus als Zukunftsperspektive fest, setzte aber in der tagespolitischen Praxis auf äußerst moderate Realpolitik, mit der sie sich der sozialdemokratischen Tendenz im Ulivo-Bündnis anschloss.
Die Wahlergebnisse der PdCI lagen in den letzten Jahren ihres Bestehens meist unter zwei Prozent (in den alten Industrieregionen Norditaliens etwas höher). Ihre Anhängerschaft bestand größtenteils aus der Arbeiterschaft, den Teilen des traditionellen PCI-Milieus, die den neuen alternativen Politikkonzepten der Rifondazione und den intellektuellen Diskursen des Fausto Bertinotti eher misstrauten.